# Автомагістраль А2 (Хорватія)
Автомагістраль A2 (хорв. Autocesta A2) — автомагістраль у регіоні Хорватське Загір'я на півночі Хорватії, що з'єднує Загреб із прикордонним переходом Мацель і Словенією. Автомагістраль A2 є частиною європейського маршруту E59 і пан'європейського коридору Xa. Протяжність автомагістралі 59,2 км між словенським кордоном і розв'язкою Янкомир у межах об'їзної дороги Загреба, забезпечуючи автомобільне сполучення з низкою міст і містечок, окрім Загреба, включаючи Крапину, Забок і Запрешич. Усі ділянки автомагістралі, крім найпівнічнішої між прикордонним переходом Мацель і Тракошчаном і найпівденнішої біля Загреба, є платними за закритою системою збору.
Будівництво автомагістралі почалося в 1990 році, але десятирічна перерва між серединою 1990-х і 2004 роками, спричинена проблемами з фінансуванням і створенням окремої компанії для розвитку та експлуатації автомагістралі, призвела до того, що її не було завершено до 2007 року. Станом на липень 2011 року завершено весь маршрут автомагістралі, що складається з дороги з двома проїжджими частинами та чотирьох смуг руху, за винятком відносно короткого відрізка, який все ще є дорогою з однією проїжджою частиною. На даний момент автомагістраль експлуатується компанією Autocesta Zagreb – Macelj.
Автомагістраль забезпечує значний обсяг руху протягом року; однак улітку його максимальний обсяг майже вдвічі перевищує середній, оскільки трафік посилюється через туристів, які подорожують на курорти Адріатичного моря і назад. Окрім того, найпівденніші ділянки автомагістралі обслуговують значний приміський рух Загреба.

## Опис маршруту

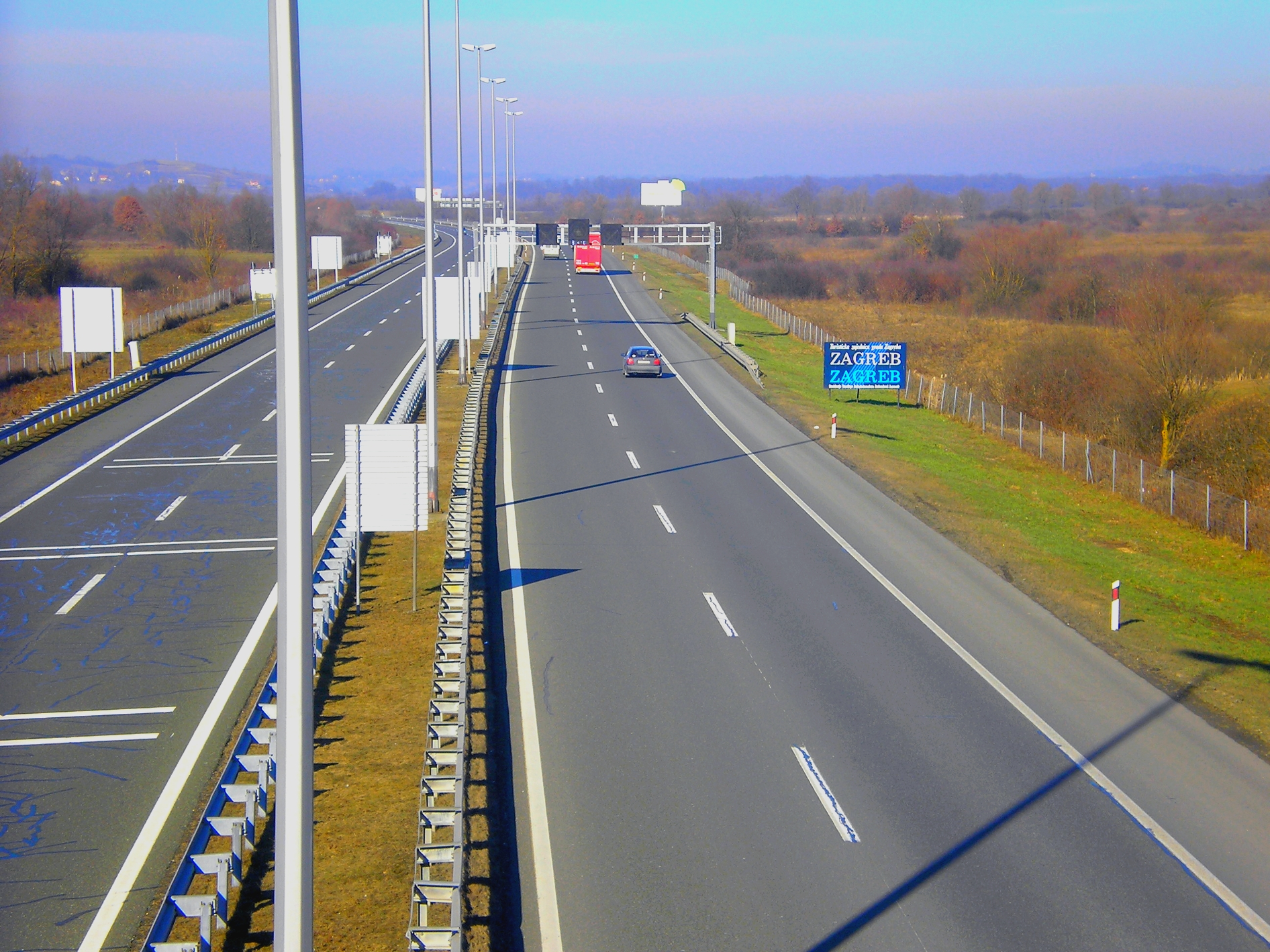
A2 біля платного пункту магістралі Запрешич

Автомагістраль A2 є важливою автомагістраллю з півночі на південь у Хорватії, що з’єднує столицю країни Загреб із Грацом (Австрія) через Марибор (Словенія), а також Відень та інші пункти призначення вздовж маршруту Пірн. Автомагістраль пролягає через край Хорватське Загір'я.
Автострада — частина дорожньої мережі Хорватії, вона також є частиною європейського маршруту E59 Загреб—Грац—Відень—Прага. Автомагістраль має велике значення для Хорватії з точки зору економічного розвитку, особливо для туризму та як транзитний транспортний шлях. Дорога забезпечує значний транзитний і туристичний трафік, оскільки вона з’єднується з сегментом Загребської об’їзної дороги автомагістралі A3, яка слугує вузлом розподілу трафіку на південь до A3 на схід або A1 на південь і навпаки. На момент Пан'європейської транспортної конференції в Гельсінкі у червні 1997 року автомагістраль є частиною Пан'європейського коридору Xa.

## Оплата

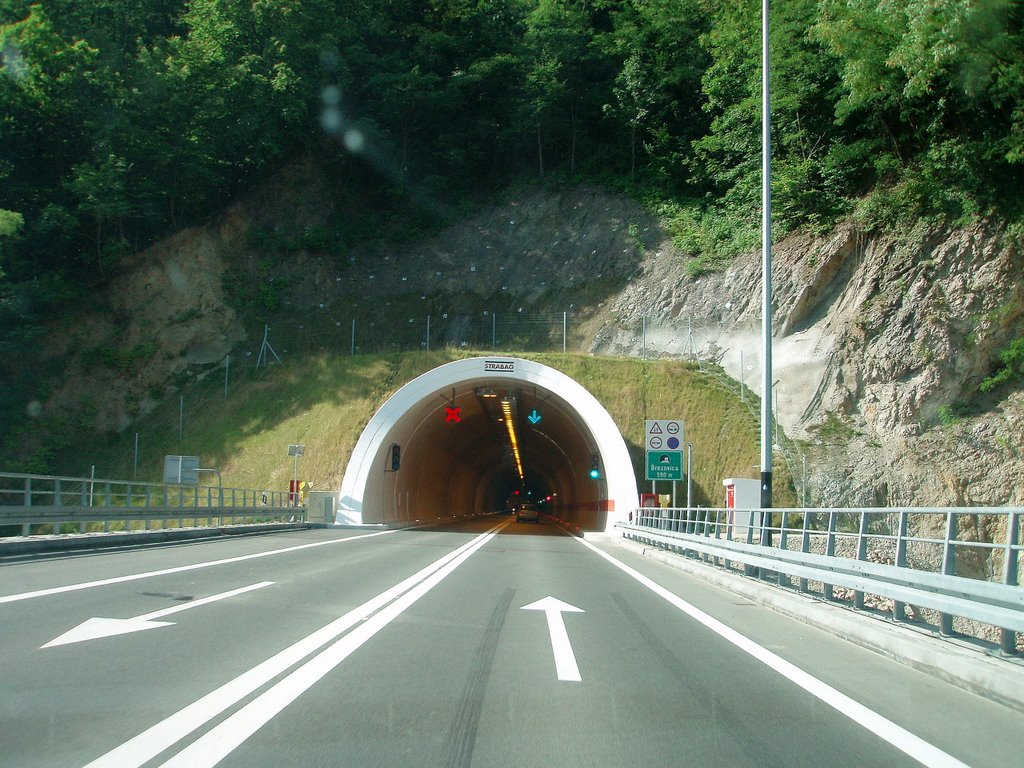
Брезовицький тунель

A2 — це платна автомагістраль, заснована на класифікації транспортних засобів у Хорватії, з використанням закритої системи оплати. Станом на липень 2011 року плата за проїзд по маршруту A2 між пунктами збору магістралі Запрешич і Тракошчан варіюється залежно від довжини маршруту та коливається від 1,00 куни (0,13 євро) до 42,00 куни (5,48 євро) для легкових автомобілів і 47,00 кун. (6,13 євро) до 187,00 кун (24,40 євро) для напівпричепів. Мито сплачується в хорватських кунах або євро, а також за допомогою основних кредитних і дебетових карток. Також використовується система передплаченого збору. A2 — єдина автомагістраль у Хорватії, яка не передбачає використання ENC — електронної системи збору плати (ETC), спільної для більшості автомагістралей у Хорватії, яка надає водіям знижені ставки плати за проїзд на виділених смугах на платних майданчиках. На додаток до класифікації транспортних засобів у Хорватії, оператор автомагістралі підтримує додаткову категорію транспортних засобів для мотоциклів, за які стягується плата від 7,00 кун (0,91 євро) до 25,00 кун (3,26 євро). Найпівденніша ділянка автостради Янкомир–Запрешич не є платною, оскільки є частиною об’їзної дороги Загреба.

## Примітні споруди
Найпівденніша ділянка автомагістралі, між розв’язками Янкомир і Запрешич, утворює частину об’їзної дороги Загреба та включає низку віадуків, що перетинають дороги та залізниці, включаючи 373 метри віадука через залізницю Загреб–Любляна. Крім того, секція включає міст через річку Сава, протяжністю 1072 м. Усі споруди по ділянці виконуються як здвоєні з чотирма смугами руху.

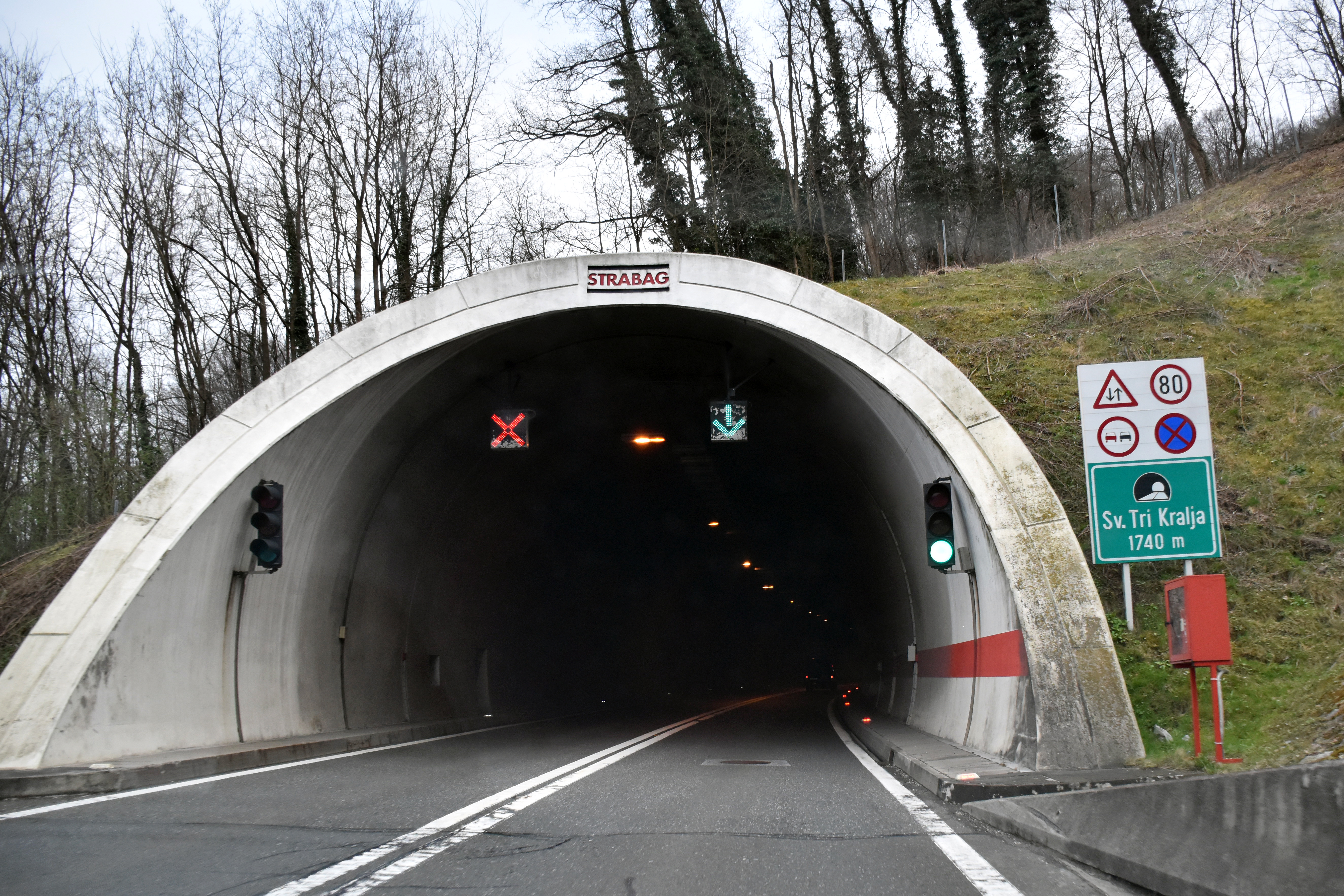
Тунель Sveta Tri Kralja на автомагістралі A2